# Estal
Estal település Franciaországban, Lot megyében. Lakosainak száma 106 fő (2022. január 1.). Estal Cornac, Gagnac-sur-Cère, Laval-de-Cère és Teyssieu községekkel határos.

## Népesség
A település népességének változása:
| Lakosok száma | 163  | 129  | 134  | 120  | 111  | 110  | 109  | 108  | 109  | 106  |
|               | 1968 | 1982 | 1990 | 2006 | 2013 | 2015 | 2017 | 2019 | 2020 | 2022 |